# Louis Gluckstein
Sir Louis Halle Gluckstein (* 23. Februar 1897 in Hamstead; † 27. Oktober 1979) war ein britischer Jurist und Politiker (Conservative Party).

## Leben und Tätigkeit
Gluckstein war ein Sohn des Joseph Gluckstein, einem Bruder der Gründer der J. Lyons and Co. Kaffeehauskette, Isidore und Montague Gluckstein, sowie seiner Ehefrau Francesca, geb. Halle, einer amerikanischen Opernsängerin. Die Malerin Hannah Gluckstein war seine ältere Schwester.
Nach dem Besuch der St. Paul’s School und des Lincoln College in Oxford trat Gluckstein in das Suffolk Regiment ein, mit dem er am Ersten Weltkrieg teilnahm. Auch im Zweiten Weltkrieg kam er zum Einsatz. Insgesamt gehörte er der Armee bis 1948 an.
Anlässlich der Unterhauswahl des Jahres 1931 wurde Gluckstein als Kandidat der Conservative Party für den Wahlkreis Nottingham East als Abgeordneter ins britische Parlament gewählt. Zuvor hatte er sich bereits 1929 um diesen Parlamentssitz beworben. In den folgenden Jahren wurde er mehrmals als Abgeordneter bestätigt, verlor sein Mandat aber schließlich anlässlich der Unterhauswahlen des Jahres 1945 – die mit einem Erdrutschsieg der Labour Party endete, der viele konservative Abgeordnete ihre Sitze kostete – an den Labour-Kandidaten James Harrison. Auch ein Versuch, seinen Sitz bei der Wahl von 1950 zurückzuerobern, endete mit einer Niederlage gegen Harrison.
Als ein prominenter Jude im öffentlichen Leben Großbritanniens, geriet Gluckstein, wie die anderen 15 jüdischen Abgeordneten, die während des Zweiten Weltkriegs im britischen Parlament saßen, nach dem Ausbruch des Krieges ins Visier der nationalsozialistischen Polizeiorgane: Im Frühjahr 1940 setzte das Reichssicherheitshauptamt in Berlin ihn – wie die übrigen „jüdischen“ Unterhausabgeordneten – auf die Sonderfahndungsliste G.B., ein Verzeichnis von Personen, die im Falle einer erfolgreichen Invasion und Besetzung der britischen Inseln durch die Wehrmacht von den Besatzungstruppen nachfolgenden Sonderkommandos der SS mit besonderer Priorität ausfindig gemacht und verhaftet werden sollten.
Während des Krieges und in den ersten Nachkriegsjahren war Gluckstein ein bekannter Exponent des antizionistischen Flügels der jüdischen Gemeinschaft in Großbritannien.
1952 wurde Gluckstein zum Deputy Lieutenant des County of London ernannt. 1968 wurde er zum Vorsitzenden (chairman) des Greater London Councils, dem Gemeinderat von Groß-London gewählt. Daneben war er Mitglied im Rat (Council) für die Royal Albert Hall. Anlässlich der Thronbesteigung von Elisabeth II. wurde er am 30. Juni 1953 zum Knight Bachelor geschlagen. Am 14. Juni 1969 wurde er als Knight Grand Cross in den Order of the British Empire aufgenommen.
Mit einer Körpergröße von 2,02 Metern galt Gluckstein bis zum Einzug von Daniel Kawczynski ins Unterhaus im Jahr 2005 als der höchstgewachsene Abgeordnete in der Geschichte des britischen Unterhauses.